# Andoni Zubizarreta
Andoni Zubizarreta Urreta (Vitória, 23 de outubro de 1961) é um ex-futebolista espanhol que atuava como goleiro.
Zubizarreta representou a Espanha em sete grandes torneios internacionais, quatro Copas do Mundo e três Eurocopas, titular em seis deles.

## Carreira

### Alavés e Athletic Bilbao
Nascido em Vitória-Gasteiz, Álava, Zubizarreta passou a infância no Aretxabaleta na cidade de Gipuzkoa, onde começou a sua atividade no fútebol. Após uma breve passagem em outro time Basco, o Deportivo Alavés, juntou-se ao Athletic Bilbao, onde iria passar a seguir seis temporadas.
Zubizarreta estreou na La Liga no dia 19 de Setembro de 1981 em uma derrota por 2 a 0 para o Atlético de Madrid um mês antes de seu aniversário de 20 anos. 

### Barcelona
Em 1986, Zubizarreta assinou com o FC Barcelona em uma transferência de 1,7 milhões de Euros. Lá ele foi campeão com o clube da primeira conquista da Taça dos Campeões Europeus 1991-92, um triunfo por 1-0 sobre a Sampdoria .
Depois da Liga dos Campeões da UEFA de 1993-94, onde o Barça perdeu feio para a equipe do Milan na final por 4 a 0, Zubi foi considerado um excedente naquela partida.

### Valencia CF
Terminou sua carreira de futebolista no Valencia CF, novamente em alto nível. Aposentou-se após 1997-1998 com quase 37 anos, tendo jogado em mais de 950 jogos oficiais (sendo 622 no Campeonato Espanhol e  - o maior tempo - concedendo 626 gols).

## Seleção Espanhola
Zubizarreta fez sua estreia pela Espanha em 23 de janeiro de 1985, em um amistoso com vitória de 3 a 1 sobre a Finlandia, passando a ser convocado em mais de 125 jogos nos próximos 13 anos.
Também é considerado um dos maiores goleiros espanhóis de todos os tempos.
Ele representou o país em quatro Copas do mundo consecutivas 1986, 1990, 1994 e 1998 a sua última competição, onde a Espanha foi eliminada na primeira fase do Mundial. também foi titular na Eurocopa 1988 e no Eurocopa 1996. Esteve no grupo espanhol vice campeão da Euro 1984.

## Dirigente
Em 2 de julho de 2010, Zubizarreta foi nomeado diretor de futebol do Barcelona pelo atual presidente Sandro Rosell, tomando o lugar do ex-jogador e companheiro Txiki Begiristain. Foi demitido em 5 de Janeiro de 2015 na sequência de um castigo aplicado ao clube pela FIFA e ratificado pelo Tribunal Arbitral do Desporto devido a irregularidades na contratação de futebolistas menores.
Na década anterior, ele havia servido também de dirigente no Athletic Bilbao, também trabalhando como comentarista de rádio e televisão.
Em 27 de outubro de 2016, Zubizarreta foi nomeado diretor de futebol do Olympique de Marseille pelo actual presidente Jacques-Henri Eyraud. Em 2020, rescindiu com mútuo acordo com o clube de Marselha.
Foi escolhido por André Villas-Boas, em 2024, para liderar o futebol do FC Porto tendo sido nomeado para Diretor Desportivo do FC Porto. Zubizarreta assumiu estas funções, após o atual presidente do Futebol Clube do Porto, André Villas-Boas ter disputado e vencido as eleições contra o histórico presidente portista Jorge Nuno Pinto da Costa, ao qual Villas-Boas venceu.

## Títulos

### Athletic Bilbao
- Liga Espanhola: 1982–83, 1983–84
- Copa do Rei : 1983-84
- Supercopa da Espanha : 1984

### Barcelona
- UEFA Champions League: 1991-92
- Recopa Europeia: 1988–89
- Supercopa da UEFA: 1992
- Liga Espanhola : 1990–91, 1991–92, 1992–93, 1993–94,
- Copa do Rei : 1987-88, 1989-90
- Supercopa da Espanha : 1991, 1992 *

### Individual
- Prêmio Balon Don - Jogador espanhol do Ano: 1987
- Troféu Zamora : 1986-1987

## Estatísticas

### Clube
| Clube             | Temporada         | La Liga | La Liga | Copa  | Copa | Europa | Europa | Outro | Outro | Total | Total |
| Clube             | Temporada         | Jogos   | Gols    | Jogos | Gols | Jogos  | Gols   | Jogos | Gols  | Jogos | Gols  |
| ----------------- | ----------------- | ------- | ------- | ----- | ---- | ------ | ------ | ----- | ----- | ----- | ----- |
| Athletic Bilbao   | 1981–82           | 34      | 0       | 11    | 0    | -      | -      | -     | -     | 45    | 0     |
| Athletic Bilbao   | 1982–83           | 34      | 0       | 8     | 0    | 2      | 0      | 4     | 0     | 48    | 0     |
| Athletic Bilbao   | 1983–84           | 34      | 0       | 9     | 0    | 4      | 0      | 2     | 0     | 49    | 0     |
| Athletic Bilbao   | 1984–85           | 33      | 0       | 12    | 0    | 2      | 0      | 4     | 0     | 51    | 0     |
| Athletic Bilbao   | 1985–86           | 34      | 0       | 6     | 0    | 6      | 0      | 0     | 0     | 46    | 0     |
| Athletic Bilbao   | Total             | 169     | 0       | 46    | 0    | 14     | 0      | 10    | 0     | 239   | 0     |
| Barcelona         | 1986–87           | 44      | 0       | 2     | 0    | 8      | 0      | -     | -     | 54    | 0     |
| Barcelona         | 1987–88           | 38      | 0       | 9     | 0    | 8      | 0      | -     | -     | 55    | 0     |
| Barcelona         | 1988–89           | 36      | 0       | 2     | 0    | 9      | 0      | 2     | 0     | 49    | 0     |
| Barcelona         | 1989–90           | 35      | 0       | 7     | 0    | 6      | 0      | -     | -     | 48    | 0     |
| Barcelona         | 1990–91           | 38      | 0       | 6     | 0    | 8      | 0      | 2     | 0     | 54    | 0     |
| Barcelona         | 1991–92           | 38      | 0       | 0     | 0    | 11     | 0      | 2     | 0     | 51    | 0     |
| Barcelona         | 1992–93           | 38      | 0       | 6     | 0    | 6      | 0      | 3     | 0     | 53    | 0     |
| Barcelona         | 1993–94           | 34      | 0       | 0     | 0    | 12     | 0      | 0     | 0     | 46    | 0     |
| Barcelona         | Total             | 301     | 0       | 32    | 0    | 68     | 0      | 9     | 0     | 410   | 0     |
| Valencia          | 1994–95           | 38      | 0       | 10    | 0    | -      | -      | -     | -     | 48    | 0     |
| Valencia          | 1995–96           | 39      | 0       | 8     | 0    | -      | -      | -     | -     | 47    | 0     |
| Valencia          | 1996–97           | 41      | 0       | 2     | 0    | 6      | 0      | -     | -     | 49    | 0     |
| Valencia          | 1997–98           | 34      | 0       | 6     | 0    | -      | -      | -     | -     | 40    | 0     |
| Valencia          | Total             | 152     | 0       | 26    | 0    | 6      | 0      | 0     | 0     | 184   | 0     |
| Total na Carreira | Total na Carreira | 622     | 0       | 104   | 0    | 88     | 0      | 19    | 0     | 833   | 0     |